# Neferirkara

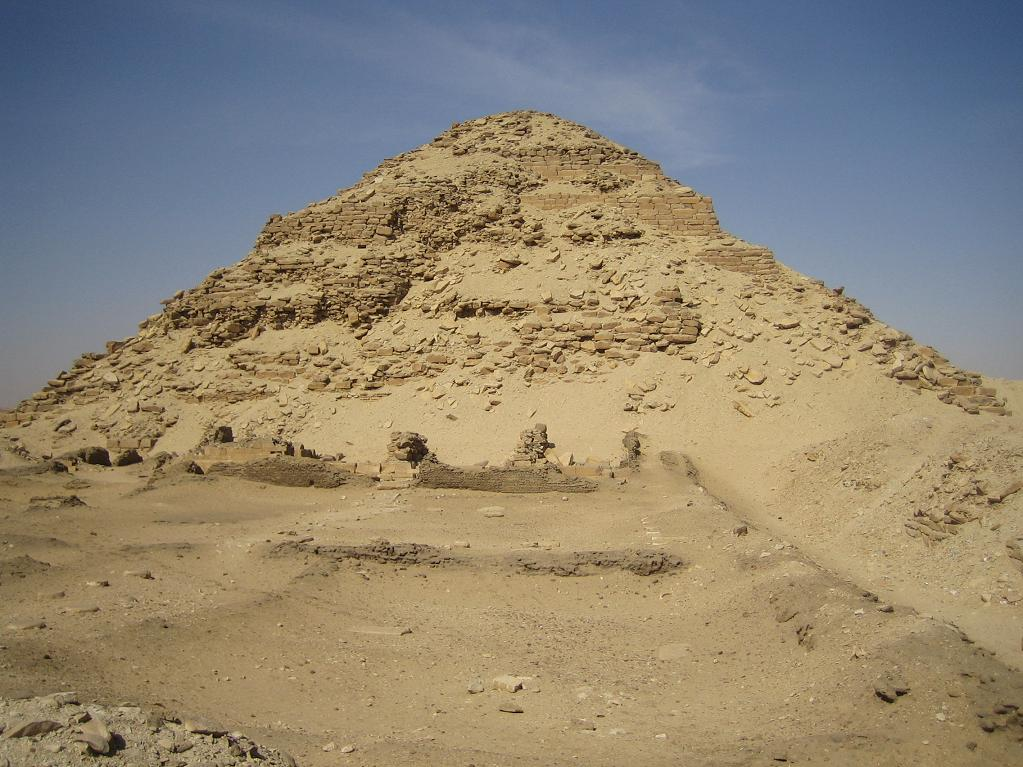
Pirámide de Neferirkara Kakai (Abusir).

Neferirkara kakai, o Neferirkara fue un antiguo faraón egipcio, el tercer rey de la Quinta Dinastía. Neferirkara, el hijo mayor de Sahura con su consorte Meretnebty, era conocido como Ranefer A antes de subir al trono. Accedió al día después de la muerte de su padre y reinó durante ocho a once años, en algún momento entre principios y mediados del XXIV a. C.. Es muy probable que él mismo fuera sucedido por su hijo mayor, nacido de su reina Jentkaus II, el príncipe Ranefer B, que ocuparía el trono como rey Neferefra. Neferirkara engendró a otro faraón, Nyuserra Ini, que tomó el trono tras el breve reinado de Neferefra y el breve gobierno del poco conocido Shepseskara. 

## Biografía
Neferirkara Kakai, quien hasta 2005 se creía que era hermano de Sahura . Ese año, un relieve que originalmente adornaba la calzada de la pirámide de Sahura y lo mostraba sentado frente a dos de sus hijos, Ranefer y Netjerirenre, fue descubierto por Verner y otro egiptólogo, Tarek El-Awady. Junto al nombre de Ranefer se había agregado el texto «Neferirkara Kakai, rey del Alto y Bajo Egipto», lo que indica que Ranefer era el hijo de Sahura y había asumido el trono bajo el nombre de «Neferirkara Kakai» a la muerte de su padre, su madre podría ser Meretnebty esposa de Sahura. Por otra parte su esposa podría ser Jentkaus II y sus hijos serían Neferefra-Isi y Nyuserra-Iny.
Manetón comenta que Neferqueres reinó 20 años, según Julio Africano, en la versión del monje Jorge Sincelo. La Piedra de Palermo, posiblemente grabada en su época, da al menos diez años de reinado (pero está rota y sólo se preserva hasta el quinto censo de ganado).
Neferirkara continúa la política de donaciones a los dioses y exenciones fiscales a los templos, aumentando así la creciente independencia de los mismos, convirtiéndose el clero en una auténtica nobleza, alcanzando mayor poder como caciques de los nomos, quedando esto reflejado en la magnificencia de sus tumbas.

## Construcciones y testimonios de su época
Su pirámide en Abusir (de 69 metros de altura) con antecámara y la cámara funeraria de granito aunque no se hallaron restos de su sarcófago. Cuenta con un Templo Funerario, construido en piedra y adobe en el que se descubrieron los Papiros de Abusir, con listas muy detalladas de suministros y trabajos. 
La pirámide de su esposa Jentkaus II (16 m de altura), contiene relieves según los cuales se denomina "madre de dos reyes", que probablemente serían Neferefra-Isi y Nyuserra-Iny.
Un Templo Solar, citado en la Piedra de Palermo, aún no encontrado.

## Titulatura
Neferirkara es el primer faraón que instituye el título de Hijo de Ra, con el Nombre de Nacimiento del rey dentro de un cartucho, aunque ya se usaba durante la Dinastía IV.
| Titulatura | Jeroglífico | Transliteración (transcripción) - traducción - (referencias) |

| G5 |

| G5 |

| F12 | N28 | G43 |

| F12 | N28 | G43 |

| F12 | N28 | G43 |

| F12 | N28 | G43 |

| G5 |

| G5 |

| F12 | N28 | G43 |

| F12 | N28 | G43 |

| F12 | N28 | G43 |

| F12 | N28 | G43 |

| G16 |

| G16 |

| F12 | N28 | G43 |

| F12 | N28 | G43 |

| G16 |

| G16 |

| F12 | N28 | G43 |

| F12 | N28 | G43 |

| G8 |

| G8 |

| \| \| | S42 · S42 · S42 · S12 |
|       |                       |

|  |

| \| \| | S42 · S42 · S42 · S12 |
|       |                       |

|  |

| G8 |

| G8 |

| \| \| | S42 · S42 · S42 · S12 |
|       |                       |

|  |

| \| \| | S42 · S42 · S42 · S12 |
|       |                       |

|  |

| N5 | F35 | D21 · D4 | D28 |

| N5 | F35 | D21 · D4 | D28 |

| N5 | F35 | D21 · D4 | D28 |

| N5 | F35 | D21 · D4 | D28 |

| N5 | F35 | D21 · D4 | D28 |

| N5 | F35 | D21 · D4 | D28 |

| N5 | F35 | D21 · D4 | D28 |

| N5 | F35 | D21 · D4 | D28 |

| N5 | F35 | D21 · D4 | D28 |

| N5 | F35 | D21 · D4 | D28 |

| N5 | F35 | D21 · D4 | D28 |

| N5 | F35 | D21 · D4 | D28 |

| N5 | F35 | D21 · D4 | D28 |

| N5 | F35 | D21 · D4 | D28 |

| N5 | F35 | D21 · D4 | D28 |

| N5 | F35 | D21 · D4 | D28 |

| kA | kA | i |

| kA | kA | i |

| kA | kA | i |

| kA | kA | i |

| kA | kA | i |

| kA | kA | i |

| kA | kA | i |

| kA | kA | i |

| kA | kA | i |

| kA | kA | i |

| kA | kA | i |

| kA | kA | i |

| kA | kA | i |

| kA | kA | i |

| kA | kA | i |

| kA | kA | i |